# Unia Tarnów

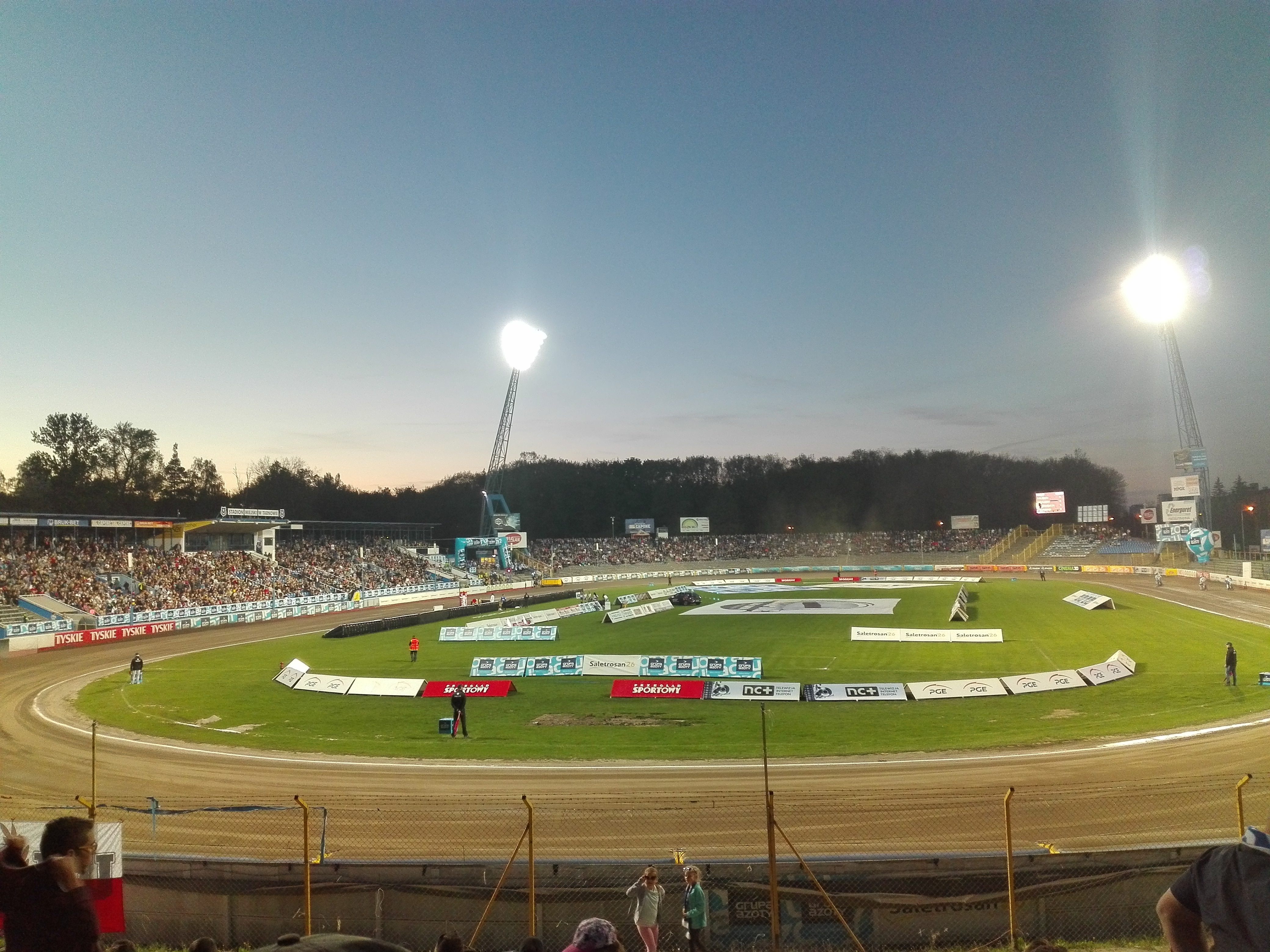
Stadion Miejski Jaskółcze Gniazdo

Klub Sportowy „ZKS Unia" Tarnów – polski klub sportowy z Tarnowa, założony w 1928 roku. 

## Sekcja piłkarska
Sekcja piłkarska powstała zaraz po utworzeniu klubu. Piłkarze pierwszy mecz towarzyski rozegrali 28 października 1928 roku z Jutrzenką Tarnów, mecz zakończył się remisem 1:1. W 1931 roku zespół zadebiutował w rozgrywkach ligowych. Największym osiągnięciem zespołu były 5. miejsca w II lidze (drugi szczebel rozgrywek) w sezonach 1994/95 i 1995/96 i występ w półfinale Pucharu Polski w sezonie 1968/69. Od sezonu 2021/22 pierwsza drużyna Unii Tarnów występuje w III lidze.

## Historia

### Dzieje klubu
Klub sportowy w Mościcach powstał w 1928 roku. Zebranie założycielskie odbyło się 30 września 1928 roku. Przez dwa lata klub nosił nazwę „Tarno-Azot”. W 1930 roku nazwa uległa zmianie na Towarzystwo Sportowe „Mościce”. Członkostwo w Towarzystwie było zastrzeżone tylko dla pracowników Państwowej Fabryki Związków Azotowych.
W 1931 roku drużyna piłki nożnej została zgłoszona do Polskiego Związku Piłki Nożnej i rozpoczęła rozgrywki ligowe. W pobliżu boiska piłkarskiego wybudowano halę sportową wraz z kręgielnią. Dzień jej uroczystego otwarcia (3 maja 1933 roku) stał się corocznie obchodzonym świętem klubu. Stopniowo postawały nowe sekcje sportowe m.in.: kolarska, kajakowa, lekkoatletyczna, podnoszenia ciężarów, hazeny (poprzedniczki piłki ręcznej), kręglarska, motorowa, strzelecka, koszykówki i siatkówki. W 1935 roku klub prowadził łącznie 12 sekcji. 7 stycznia 1937 doszło do fuzji z innym mościckim klubem RTS „Łączność”. TS „Mościce” przejęło ogrodzone boisko i tor kolarski „Łączności”. Połączenie klubów wzmocniło zespół piłkarski, który wywalczył awans do Ligi Okręgowej (drugi szczebel ligowy). W 1938 roku rozpoczęto budowę nowego stadionu z drewnianą krytą trybuną, bieżnią i dwoma skoczniami. Do sekcji, w których sport uprawiano wyczynowo, zaliczono: piłkę nożną, lekkoatletykę, szczypiorniaka, kolarstwo i kręglarstwo.
30 sierpnia 1939 roku, tuż przed wybuchem II wojny światowej, zawieszono działalność sportową. Po zajęciu Mościc przez Niemców hala sportowa stała się obozem jenieckim dla polskich żołnierzy wziętych do niewoli. Wielu mościckich działaczy sportowych i sportowców zostało aresztowanych przez gestapo i wywiezionych do Auschwitz; spora grupa działała w szeregach ruchu oporu. W czasie okupacji nowy stadion został zniszczony.
Działalność TS „Mościce” wznowiono 29 marca 1945 roku. Pod koniec 1945 roku patronat nad klubem objęło przedsiębiorstwo Zakłady Azotowe. Odbudowano zniszczone obiekty sportowe. W 1949 roku w klubie działało 10 sekcji sportowych. W 1950 roku utworzono w Polsce 11 zrzeszeń sportowych, TS „Mościce” jako przyzakładowy klub zakładów chemicznych trafił do Zrzeszenia Sportowego Związku Zawodowego „Chemik" i zmienił nazwę na Zakładowy Klub Sportowy „Unia”. W latach 50. XX wieku stopniowo odradzały się kolejne sekcje, w kulminacyjnym momencie w klubie istniało 16 sekcji, m.in. szermierki. Pod koniec 1956 roku z inicjatywy zawodników sekcji motorowej powstała sekcja żużlowa, w późniejszych latach żużel stał się najbardziej popularnym sportem w mieście. W 1969 roku wybudowano stadion lekkoatletyczny, nieco później kompleks basenów. Dzięki patronatowi Zakładów Azotowych „Unia” stała się najmocniejszym ośrodkiem sportowym w regionie. Największe sukcesy odnosiły pływaczki, medale zdobywali także żużlowcy.
W marcu 1991 roku Zakłady Azotowe przestały być właścicielem klubu. Usamodzielniona „Unia” przejęła w bezpłatne użytkowanie obiekty sportowe na czas nieokreślony. W tym czasie w klubie działo tylko 6 sekcji: żużlowa (I liga), piłkarska (III liga), piłki ręcznej mężczyzn (I liga), koszykówki mężczyzn (II liga) oraz działające w sporcie młodzieżowym lekkoatletyczna i pływania. Pod koniec XX wieku sytuacja finansowa klubu stała się dramatyczna. W 2000 roku wydzielono z klubu pierwszą sekcję (koszykówkę), w kolejnych latach klub opuścili żużlowcy, piłkarze ręczni, pływacy i lekkoatleci. W 2011 roku Gmina Miasta Tarnowa wykupiła od zadłużonej Unii większość jej majątku, w rękach klubu pozostały tylko boiska treningowe i hotel klubowy. W 2013 roku w klubie funkcjonowała tylko sekcja piłki nożnej.

### Nieistniejące sekcje

#### Żużel
Sekcja sportu żużlowego powstała w 1957 roku z inicjatywy Mariana Curyło. 21 kwietnia zespół zadebiutował w rozgrywkach ligowych. Na torze w Krośnie tarnowianie przegrali z AMK Kraków 18:34. Pierwszy mecz na torze w Tarnowie odbył się 22 lipca 1957 roku. Do największych sukcesów sekcji żużlowej zalicza się tytuł indywidualnego mistrza Polski wywalczony przez Zygmunta Pytko w 1967 roku i drużynowe wicemistrzostwo Polski w 1994 roku. Większe sukcesy żużlowcy z Tarnowa odnosili dopiero po wyodrębnieniu sekcji z klubu. Wychowankiem klubu jest Janusz Kołodziej, dwukrotny drużynowy mistrz świata i czterokrotny indywidualny mistrz Polski. Od 2003 roku tradycje sekcji żużlowej kontynuuje Unia Tarnów Żużlowa Sportowa Spółka Akcyjna.

#### Koszykówka
Sekcja koszykówki powstała w klubie w okresie międzywojennym. W 1979 roku mężczyźni awansowali do II ligi, a w 1997 do ekstraklasy. Dwa lata później zakończyli sezon ligowy na 6 pozycji i w sezonie 1999/2000 wystąpili w I rundzie rozgrywek o Puchar Koracia. W 2000 sekcja koszykówki została wydzielona z klubu. Do tradycji sekcji koszykarskiej nawiązuje Międzyszkolny Uczniowski Klub Sportowy „1811" Tarnów, występujący w rozgrywkach ligowych pod nazwą MUKS 1811 Unia Tarnów.

#### Piłka ręczna
Sekcje piłki ręcznej kobiet i mężczyzn klub prowadził od roku 1978. „Unia" przejęła zespoły z Pałacu Młodzieży w Tarnowie. Zespół żeński występował w I lidze do 1984 roku, po spadku do II ligi sekcja została rozwiązana. Zawodniczki Unii: Lucyna Galus, Marta Żmuda, Barbara Kamińska grały w reprezentacji Polski. Zespół męski przeważnie uczestniczył w rozgrywkach drugoligowych, w I lidze zagrał tylko w dwóch sezonach na początku lat 90. XX wieku. Szczypiorniści opuścili struktury klubu w 2010 roku. 

#### Pływanie
Założycielem sekcji pływackiej był Andrzej Kiełbusiewicz, który w 1969 roku przeniósł się do Tarnowa. Stworzył system powszechnej nauki pływania i cyklicznych zawodów dla dzieci, co zaowocowało sukcesami sportowymi. Mościcki klub w kilka lat stał się jednym z głównych ośrodków sportu pływackiego w Polsce. Zawodnicy „Unii” wywalczyli w kategorii seniorów 124 medale Mistrzostw Polski, w tym 66 złotych. Do najlepszych pływaczek w historii klubu zalicza się Annę Skolarczyk, Martę Słoninę i Jolantę Kupis. W 2011 roku sekcję pływacką wyodrębniono ze struktur klubu, od 2012 roku jej tradycje kontynuuje UKS Sokół-Mościce.